# 当方桃太郎、全パート募集
『当方桃太郎、全パート募集』（とうほうももたろう、ぜんパートぼしゅう）は、三上骨丸による日本の漫画作品。

## 概要
おとぎ話『桃太郎』のパロディギャグ漫画。三上にとって6作目の連載作品。『少年ジャンプ+』（集英社）創刊作品の一つ。
『少年ジャンプ+』2014年9月22日より毎週火曜更新で連載された。2015年1月27日に休載し、3月24日更新が告知された。実際には3月30日に連載再開し、それと同時に最終回を迎えた。
17話までは描写が比較的穏やかだったが、18話では形而上的な視点からの物語への言及、19話（最終話）では桃太郎の狂気が描かれた。

## あらすじ
桃太郎は鬼退治の仲間を募集していた。しかし、やってきたのは素行不良な犬、重度のツンデレに罹ったキジ、バカなサルの3人（名前は動物だが身体は人そのもの）だった。桃太郎は彼らに悩まされながらも、助け合いながら鬼たちが暮らす鬼ヶ島に向かう。一行は旅の最後に鬼が島へ至る「冥府渡り」を通るが、桃太郎はそこで覚醒、守るものを亡くした彼はオニと成る。

## 登場人物
『桃太郎』の原作に登場するキャラクターに加え、他の昔話のキャラクターが登場する。

### メインキャラクター
犬猿キジの3人は対鬼専門機関クサナギに所属しており、顔見知りである。
桃太郎
本作の主人公。仲間を集め鬼退治を目指す青年。
他の仲間と比べて弱く、特に初期は蔑にされる描写が多かった。また、犬に暴力を振るわれることもある。
実は桃から生まれたという特殊な生い立ちから様々なプレッシャーを受けており、最終話では覚醒・発狂して鬼と化してしまう。
犬
桃太郎の仲間。クールかつ凶暴な青年。
最初に仲間となった一員だが、プライドが高く、桃太郎に対しても態度が大きい。たびたび桃太郎に暴力を振るう。
キジ
桃太郎の仲間。いわゆるツンデレで育ちが良い少女。父親はクサナギのボス。
イケメン好きとして桃太郎を蔑にすることが多いが、彼に好意を抱いている描写もある。最終話で自らの命と引き換えに桃太郎を精神的に救う。
サル
桃太郎の仲間。非常に頭が悪い青年。
口調が丁寧で桃太郎にも親切に接するが、胃腸が弱い。

## 書誌情報
- 三上骨丸 『当方桃太郎、全パート募集』 集英社 〈ジャンプ・コミックス〉、全1巻
  1. 2015年4月3日発売[3]、ISBN 978-4-08-880323-4